# Kongo i olympiska sommarspelen 1972
Folkrepubliken Kongo deltog med sex deltagare vid de olympiska sommarspelen 1972 i München. Ingen av landets deltagare erövrade någon medalj.